# Перуански туко-туко
Перуански туко-туко (Ctenomys peruanus) је врста глодара (Rodentia) из породице туко-тукоа (Ctenomyidae).

## Распрострањење
Ареал врсте је ограничен на једну државу. Перу је једино познато природно станиште врсте.

## Станиште
Станиште врсте је травна вегетација. Врста је по висини распрострањена од 3.800 до 4.700 метара надморске висине.

## Угроженост
Ова врста је наведена као последња брига, јер има широко распрострањење и честа је врста.